# كيسة نابوت
كِيْسَةُ نابوت (بالإنجليزية:  nabothian cyst)‏ أو جُرَيْبُ نابوت (بالإنجليزية: nabothian follicle)‏، هو عبارة عن كيس مملوء بالمخاط ينمو على سطح عنق الرحم. تظهر كيسة نابوت عندما ينمو النسيج الطلائي الحرفي الطبقي للجُزءُ المَهْبِلِي مِن العُنُق فوق النسيج الطلائي العمادي البسيط لبَاطِنُ عُنُقِ الرَّحِم. يمكن لنمو الأنسجة هذا أن يحبس الخبايا العنقية (الجيوب الموجودة تحت الجلد عادة بقطر 2-10 مم) ، حيث يُخزّن مخاط عنق الرحم داخل الخبايا.

## التشخيص والعلاج
لا تُعتبر كيسة نابوت مشكلة حقيقية إلا إذا نمت الكيسة بشكلٍ كبير جداً وسببّت أعراضاً ثانوية. قد يرغب الطبيب في إجراء تنظير مهبلي أو خزعة من الكيسة لإستبعادالسرطان أو المشاكل الأخرى. وهنالك طريقتان لإزالة الكيسة إما بالكي أو التجميد؛ وقد تتشكل خراجات جديدة بعد الإزالة.
ترتبط كيسة نابوت نادراً بالتهاب عنق الرحم المزمن، أو عدوى عنق الرحم.

## التسمية
سيت نسبةً إلى أخصائي التشريح الألماني مارتن نابوث (1675-1721)، على الرغم من أنها قد وُصِفت مبكراً من قِبل الجراح الفرنسي غيوم ديسنيس (1650-1735).